# Cassop
Cassop är en by i civil parish Cassop-cum-Quarrington, i kommunen Durham i grevskapet Durham i England. Byn är belägen 8 km från Durham. Cassop var en civil parish 1866–1887 när blev den en del av Cassop cum Quarrington. Civil parish hade 596 invånare år 1881.